# Swap walutowo-procentowy
Swap walutowo-procentowy (ang. cross-currency interest rate swap, CIRS) – w literaturze polsko- oraz anglojęzycznej określany jest również jako swap walutowy rynku kapitałowego (ang. currency swap of the capital market lub w skrócie currency swap). Jest to transakcja pochodna polegająca na wymianie między kontrahentami płatności odsetkowych naliczanych od kwot nominowanych w różnych walutach i określanych według różnych stóp procentowych.
Transakcje te wykorzystywane są najczęściej do zabezpieczenia ryzyka walutowego oraz stopy procentowej wynikającego z otwartych pozycji bilansowych podmiotu. W operacjach CIRS często dochodzi do wymiany wartości nominalnej transakcji. W takim przypadku transakcja CIRS może być postrzegana również jako narzędzie płynnościowe. Ich termin zapadalności przekracza zazwyczaj 1 rok.